# Tour de Coreia de 2018
A 19.ª edição do Tour de Coreia celebrou-se entre 30 de maio ao 3 de junho de 2018 em Coreia do Sul com início na cidade de Gunsan e final na cidade de Seul. O percurso consistiu de 5 etapas sobre uma distância total de 781,6 km.
A carreira fez parte do UCI Asia Tour de 2018 baixo a categoria 2.1 e foi vencida pelo ciclista romeno Serghei Tvetcov da equipa UnitedHealthcare. O pódio completaram-no o ciclista cazaque Stepan Astafyev da equipa Vino-Astana Motors e o ciclista italiano Matteo Busato da equipa Wilier Triestina-Selle Italia.

## Equipas participantes
Tomaram parte na carreira 20 equipas dos quais 4 foram de categoria Profissional Continental e 16 de categoria Continental.
| Equipes profissionais Continentais (4)- Israel Cycling Academy - Nippo-Vini Fantini-Europa Ovini - UnitedHealthcare - Wilier Triestina-Selle Italia Equipes Continentais (16)- Bennelong-SwissWellness-Cervélo - Drapac-Pat's Veg Holistic Development - Gapyeong Cycling Team - Geumsan Insam Cello - HKSI Pro Cycling Team - Kinan Cycling Team - Korail Cycling Team - KSPO-Bianchi Asia - LX Cycling Team - Qinghai Tianyoude - Seoul Cycling Team - Team Ukyo - Terengganu Cycling Team - Thailand Continental - Uijeongbu - Vino-Astana Motors |
| |

## Percorrido
| Etapa | Data    | Percurso                   | type            | Distância (km) | Vencedor        | Líder geral     |
| ----- | ------- | -------------------------- | --------------- | -------------- | --------------- | --------------- |
| 1     | 30 mai. | Gunsan – Cheonan           | etapa escarpada | 184,6          | Choe Hyeong-min | Choe Hyeong-min |
| 2     | 31 mai. | Cheonan – Yeongju          | média montanha  | 202,6          | Mihkel Räim     | Choe Hyeong-min |
| 3     | 1 jun.  | Yeongju – Jeongseon County | média montanha  | 192,4          | Serghei Tvetcov | Serghei Tvetcov |
| 4     | 2 jun.  | Jeongseon County – Chungju | etapa escarpada | 156            | Joseph Cooper   | Serghei Tvetcov |
| 5     | 3 jun.  | Seul – Seul                | etapa plana     | 65             | Raymond Kreder  | Serghei Tvetcov |

## Desenvolvimento da carreira

### 1.ª etapa
| Gunsan - Cheonan | etapa escarpada | (184,6 km) |

| \| Classificação por etapas \| Classificação por etapas \| Classificação por etapas \| Classificação por etapas \| Classificação por etapas \| \| Ciclista \| Ciclista \| Equipe \| Tempo \| \| \| ------------------------ \| ------------------------ \| ------------------------------- \| ------------------------ \| ------------------------ \| \| 1. \| Choe Hyeong-min \| Geumsan Insam Cello \| 4h19m02s \| \| \| 2. \| Ben Perry \| Israel Cycling Academy \| + 0s \| \| \| 3. \| Serghei Tvetcov \| UnitedHealthcare \| + 0s \| \| \| 4. \| Stepan Astafyev \| Vino-Astana Motors \| + 2s \| \| \| 5. \| Jakub Mareczko \| Wilier Triestina-Selle Italia \| + 9s \| \| \| 6. \| Lucas Sebastián Haedo \| UnitedHealthcare \| + 9s \| \| \| 7. \| Mihkel Räim \| Israel Cycling Academy \| + 9s \| \| \| 8. \| Raymond Kreder \| Team Ukyo \| + 9s \| \| \| 9. \| Park Sung-baek \| KSPO-Bianchi Asia \| + 9s \| \| \| 10. \| Damiano Cima \| Nippo-Vini Fantini-Europa Ovini \| + 9s \| \| |                       |                                 |          |
| |                       |                                 |          |
| Fonte: ProCyclingStats |                       |                                 |          |
| Classificação por etapas |                       |                                 |          |
| Ciclista | Ciclista              | Equipe                          | Tempo    |
| 1. | Choe Hyeong-min       | Geumsan Insam Cello             | 4h19m02s |
| 2. | Ben Perry             | Israel Cycling Academy          | + 0s     |
| 3. | Serghei Tvetcov       | UnitedHealthcare                | + 0s     |
| 4. | Stepan Astafyev       | Vino-Astana Motors              | + 2s     |
| 5. | Jakub Mareczko        | Wilier Triestina-Selle Italia   | + 9s     |
| 6. | Lucas Sebastián Haedo | UnitedHealthcare                | + 9s     |
| 7. | Mihkel Räim           | Israel Cycling Academy          | + 9s     |
| 8. | Raymond Kreder        | Team Ukyo                       | + 9s     |
| 9. | Park Sung-baek        | KSPO-Bianchi Asia               | + 9s     |
| 10. | Damiano Cima          | Nippo-Vini Fantini-Europa Ovini | + 9s     |

| \| Classificação geral \| Classificação geral \| Classificação geral \| Classificação geral \| Classificação geral \| \| Ciclista \| Ciclista \| Equipe \| Tempo \| \| \| ------------------- \| --------------------- \| ----------------------------- \| ------------------- \| ------------------- \| \| 1. \| Choe Hyeong-min \| Geumsan Insam Cello \| 4h18m52s \| \| \| 2. \| Ben Perry \| Israel Cycling Academy \| + 1s \| \| \| 3. \| Serghei Tvetcov \| UnitedHealthcare \| + 6s \| \| \| 4. \| Stepan Astafyev \| Vino-Astana Motors \| + 12s \| \| \| 5. \| Kim Ok-cheol \| Seoul Cycling Team \| + 18s \| \| \| 6. \| Jakub Mareczko \| Wilier Triestina-Selle Italia \| + 19s \| \| \| 7. \| Lucas Sebastián Haedo \| UnitedHealthcare \| + 19s \| \| \| 8. \| Mihkel Räim \| Israel Cycling Academy \| + 19s \| \| \| 9. \| Raymond Kreder \| Team Ukyo \| + 19s \| \| \| 10. \| Park Sung-baek \| KSPO-Bianchi Asia \| + 19s \| \| |                       |                               |          |
| |                       |                               |          |
| Fonte: ProCyclingStats |                       |                               |          |
| Classificação geral |                       |                               |          |
| Ciclista | Ciclista              | Equipe                        | Tempo    |
| 1. | Choe Hyeong-min       | Geumsan Insam Cello           | 4h18m52s |
| 2. | Ben Perry             | Israel Cycling Academy        | + 1s     |
| 3. | Serghei Tvetcov       | UnitedHealthcare              | + 6s     |
| 4. | Stepan Astafyev       | Vino-Astana Motors            | + 12s    |
| 5. | Kim Ok-cheol          | Seoul Cycling Team            | + 18s    |
| 6. | Jakub Mareczko        | Wilier Triestina-Selle Italia | + 19s    |
| 7. | Lucas Sebastián Haedo | UnitedHealthcare              | + 19s    |
| 8. | Mihkel Räim           | Israel Cycling Academy        | + 19s    |
| 9. | Raymond Kreder        | Team Ukyo                     | + 19s    |
| 10. | Park Sung-baek        | KSPO-Bianchi Asia             | + 19s    |

### 2.ª etapa
| Cheonan - Yeongju | média montanha | (202,6 km) |

| \| Classificação por etapas \| Classificação por etapas \| Classificação por etapas \| Classificação por etapas \| Classificação por etapas \| \| Ciclista \| Ciclista \| Equipe \| Tempo \| \| \| ------------------------ \| ---------------------------- \| --------------------------------- \| ------------------------ \| ------------------------ \| \| 1. \| Mihkel Räim \| Israel Cycling Academy \| 4h58m47s \| \| \| 2. \| Raymond Kreder \| Team Ukyo \| + 0s \| \| \| 3. \| Lucas Sebastián Haedo \| UnitedHealthcare \| + 0s \| \| \| 4. \| Seo Joon-yong \| KSPO-Bianchi Asia \| + 0s \| \| \| 5. \| Park Sang-hoon \| LX Cycling Team \| + 0s \| \| \| 6. \| Damiano Cima \| Nippo-Vini Fantini-Europa Ovini \| + 0s \| \| \| 7. \| Luca Pacioni \| Wilier Triestina-Selle Italia \| + 0s \| \| \| 8. \| Tyler Williams \| Israel Cycling Academy \| + 0s \| \| \| 9. \| Sarawut Sirironnachai \| Thailand Continental Cycling Team \| + 0s \| \| \| 10. \| Thurakit Boonratanathanakorn \| Thailand Continental Cycling Team \| + 0s \| \| |                              |                                   |          |
| |                              |                                   |          |
| Fonte: ProCyclingStats |                              |                                   |          |
| Classificação por etapas |                              |                                   |          |
| Ciclista | Ciclista                     | Equipe                            | Tempo    |
| 1. | Mihkel Räim                  | Israel Cycling Academy            | 4h58m47s |
| 2. | Raymond Kreder               | Team Ukyo                         | + 0s     |
| 3. | Lucas Sebastián Haedo        | UnitedHealthcare                  | + 0s     |
| 4. | Seo Joon-yong                | KSPO-Bianchi Asia                 | + 0s     |
| 5. | Park Sang-hoon               | LX Cycling Team                   | + 0s     |
| 6. | Damiano Cima                 | Nippo-Vini Fantini-Europa Ovini   | + 0s     |
| 7. | Luca Pacioni                 | Wilier Triestina-Selle Italia     | + 0s     |
| 8. | Tyler Williams               | Israel Cycling Academy            | + 0s     |
| 9. | Sarawut Sirironnachai        | Thailand Continental Cycling Team | + 0s     |
| 10. | Thurakit Boonratanathanakorn | Thailand Continental Cycling Team | + 0s     |

| \| Classificação geral \| Classificação geral \| Classificação geral \| Classificação geral \| Classificação geral \| \| Ciclista \| Ciclista \| Equipe \| Tempo \| \| \| ------------------- \| --------------------- \| --------------------------------------------- \| ------------------- \| ------------------- \| \| 1. \| Choe Hyeong-min \| Geumsan Insam Cello \| 9h17m39s \| \| \| 2. \| Ben Perry \| Israel Cycling Academy \| + 1s \| \| \| 3. \| Serghei Tvetcov \| UnitedHealthcare \| + 6s \| \| \| 4. \| Mihkel Räim \| Israel Cycling Academy \| + 9s \| \| \| 5. \| Stepan Astafyev \| Vino-Astana Motors \| + 12s \| \| \| 6. \| Raymond Kreder \| Team Ukyo \| + 13s \| \| \| 7. \| Lucas Sebastián Haedo \| UnitedHealthcare \| + 15s \| \| \| 8. \| Soon Young Kwon \| KSPO-Bianchi Asia \| + 16s \| \| \| 9. \| Mideum Joo \| Seoul Cycling Team \| + 17s \| \| \| 10. \| Liam Magennis \| Drapac-EF p/b Cannondale Holistic Development \| + 18s \| \| |                       |                                               |          |
| |                       |                                               |          |
| Fonte: ProCyclingStats |                       |                                               |          |
| Classificação geral |                       |                                               |          |
| Ciclista | Ciclista              | Equipe                                        | Tempo    |
| 1. | Choe Hyeong-min       | Geumsan Insam Cello                           | 9h17m39s |
| 2. | Ben Perry             | Israel Cycling Academy                        | + 1s     |
| 3. | Serghei Tvetcov       | UnitedHealthcare                              | + 6s     |
| 4. | Mihkel Räim           | Israel Cycling Academy                        | + 9s     |
| 5. | Stepan Astafyev       | Vino-Astana Motors                            | + 12s    |
| 6. | Raymond Kreder        | Team Ukyo                                     | + 13s    |
| 7. | Lucas Sebastián Haedo | UnitedHealthcare                              | + 15s    |
| 8. | Soon Young Kwon       | KSPO-Bianchi Asia                             | + 16s    |
| 9. | Mideum Joo            | Seoul Cycling Team                            | + 17s    |
| 10. | Liam Magennis         | Drapac-EF p/b Cannondale Holistic Development | + 18s    |

### 3.ª etapa
| Yeongju - Jeongseon County | média montanha | (192,4 km) |

| \| Classificação por etapas \| Classificação por etapas \| Classificação por etapas \| Classificação por etapas \| Classificação por etapas \| \| Ciclista \| Ciclista \| Equipe \| Tempo \| \| \| ------------------------ \| ------------------------ \| --------------------------------------------- \| ------------------------ \| ------------------------ \| \| 1. \| Serghei Tvetcov \| UnitedHealthcare \| 5h05m51s \| \| \| 2. \| Stepan Astafyev \| Vino-Astana Motors \| + 18s \| \| \| 3. \| Matteo Busato \| Wilier Triestina-Selle Italia \| + 18s \| \| \| 4. \| Artem Ovechkin \| Terengganu Cycling Team \| + 20s \| \| \| 5. \| Lucas Sebastián Haedo \| UnitedHealthcare \| + 1m37s \| \| \| 6. \| Raymond Kreder \| Team Ukyo \| + 1m37s \| \| \| 7. \| Sarawut Sirironnachai \| Thailand Continental Cycling Team \| + 1m37s \| \| \| 8. \| Mihkel Räim \| Israel Cycling Academy \| + 1m37s \| \| \| 9. \| Liam Magennis \| Drapac-EF p/b Cannondale Holistic Development \| + 1m37s \| \| \| 10. \| Alexey Voloshin \| Vino-Astana Motors \| + 1m37s \| \| |                       |                                               |          |
| |                       |                                               |          |
| Fonte: ProCyclingStats |                       |                                               |          |
| Classificação por etapas |                       |                                               |          |
| Ciclista | Ciclista              | Equipe                                        | Tempo    |
| 1. | Serghei Tvetcov       | UnitedHealthcare                              | 5h05m51s |
| 2. | Stepan Astafyev       | Vino-Astana Motors                            | + 18s    |
| 3. | Matteo Busato         | Wilier Triestina-Selle Italia                 | + 18s    |
| 4. | Artem Ovechkin        | Terengganu Cycling Team                       | + 20s    |
| 5. | Lucas Sebastián Haedo | UnitedHealthcare                              | + 1m37s  |
| 6. | Raymond Kreder        | Team Ukyo                                     | + 1m37s  |
| 7. | Sarawut Sirironnachai | Thailand Continental Cycling Team             | + 1m37s  |
| 8. | Mihkel Räim           | Israel Cycling Academy                        | + 1m37s  |
| 9. | Liam Magennis         | Drapac-EF p/b Cannondale Holistic Development | + 1m37s  |
| 10. | Alexey Voloshin       | Vino-Astana Motors                            | + 1m37s  |

| \| Classificação geral \| Classificação geral \| Classificação geral \| Classificação geral \| Classificação geral \| \| Ciclista \| Ciclista \| Equipe \| Tempo \| \| \| ------------------- \| --------------------- \| --------------------------------------------- \| ------------------- \| ------------------- \| \| 1. \| Serghei Tvetcov \| UnitedHealthcare \| 14h23m26s \| \| \| 2. \| Stepan Astafyev \| Vino-Astana Motors \| + 28s \| \| \| 3. \| Matteo Busato \| Wilier Triestina-Selle Italia \| + 37s \| \| \| 4. \| Artem Ovechkin \| Terengganu Cycling Team \| + 43s \| \| \| 5. \| Ben Perry \| Israel Cycling Academy \| + 1m42s \| \| \| 6. \| Mihkel Räim \| Israel Cycling Academy \| + 1m50s \| \| \| 7. \| Raymond Kreder \| Team Ukyo \| + 1m54s \| \| \| 8. \| Lucas Sebastián Haedo \| UnitedHealthcare \| + 1m56s \| \| \| 9. \| Liam Magennis \| Drapac-EF p/b Cannondale Holistic Development \| + 1m59s \| \| \| 10. \| Sarawut Sirironnachai \| Thailand Continental Cycling Team \| + 2m00s \| \| |                       |                                               |           |
| |                       |                                               |           |
| Fonte: ProCyclingStats |                       |                                               |           |
| Classificação geral |                       |                                               |           |
| Ciclista | Ciclista              | Equipe                                        | Tempo     |
| 1. | Serghei Tvetcov       | UnitedHealthcare                              | 14h23m26s |
| 2. | Stepan Astafyev       | Vino-Astana Motors                            | + 28s     |
| 3. | Matteo Busato         | Wilier Triestina-Selle Italia                 | + 37s     |
| 4. | Artem Ovechkin        | Terengganu Cycling Team                       | + 43s     |
| 5. | Ben Perry             | Israel Cycling Academy                        | + 1m42s   |
| 6. | Mihkel Räim           | Israel Cycling Academy                        | + 1m50s   |
| 7. | Raymond Kreder        | Team Ukyo                                     | + 1m54s   |
| 8. | Lucas Sebastián Haedo | UnitedHealthcare                              | + 1m56s   |
| 9. | Liam Magennis         | Drapac-EF p/b Cannondale Holistic Development | + 1m59s   |
| 10. | Sarawut Sirironnachai | Thailand Continental Cycling Team             | + 2m00s   |

### 4.ª etapa
| Jeongseon County - Chungju | etapa escarpada | (156 km) |

| \| Classificação por etapas \| Classificação por etapas \| Classificação por etapas \| Classificação por etapas \| Classificação por etapas \| \| Ciclista \| Ciclista \| Equipe \| Tempo \| \| \| ------------------------ \| ------------------------ \| ------------------------------- \| ------------------------ \| ------------------------ \| \| 1. \| Joseph Cooper \| Bennelong-SwissWellness-Cervélo \| 3h12m36s \| \| \| 2. \| Luca Pacioni \| Wilier Triestina-Selle Italia \| + 2m30s \| \| \| 3. \| Park Sung-baek \| KSPO-Bianchi Asia \| + 2m30s \| \| \| 4. \| Lucas Sebastián Haedo \| UnitedHealthcare \| + 2m30s \| \| \| 5. \| Raymond Kreder \| Team Ukyo \| + 2m30s \| \| \| 6. \| Joo-seok Kim \| Gapyeong Cycling Team \| + 2m30s \| \| \| 7. \| Damiano Cima \| Nippo-Vini Fantini-Europa Ovini \| + 2m30s \| \| \| 8. \| Seo Joon-yong \| KSPO-Bianchi Asia \| + 2m30s \| \| \| 9. \| Im Jae-yeon \| Korail Cycling Team \| + 2m30s \| \| \| 10. \| Park Keon-woo \| LX Cycling Team \| + 2m30s \| \| |                       |                                 |          |
| |                       |                                 |          |
| Fonte: ProCyclingStats |                       |                                 |          |
| Classificação por etapas |                       |                                 |          |
| Ciclista | Ciclista              | Equipe                          | Tempo    |
| 1. | Joseph Cooper         | Bennelong-SwissWellness-Cervélo | 3h12m36s |
| 2. | Luca Pacioni          | Wilier Triestina-Selle Italia   | + 2m30s  |
| 3. | Park Sung-baek        | KSPO-Bianchi Asia               | + 2m30s  |
| 4. | Lucas Sebastián Haedo | UnitedHealthcare                | + 2m30s  |
| 5. | Raymond Kreder        | Team Ukyo                       | + 2m30s  |
| 6. | Joo-seok Kim          | Gapyeong Cycling Team           | + 2m30s  |
| 7. | Damiano Cima          | Nippo-Vini Fantini-Europa Ovini | + 2m30s  |
| 8. | Seo Joon-yong         | KSPO-Bianchi Asia               | + 2m30s  |
| 9. | Im Jae-yeon           | Korail Cycling Team             | + 2m30s  |
| 10. | Park Keon-woo         | LX Cycling Team                 | + 2m30s  |

| \| Classificação geral \| Classificação geral \| Classificação geral \| Classificação geral \| Classificação geral \| \| Ciclista \| Ciclista \| Equipe \| Tempo \| \| \| ------------------- \| --------------------- \| ------------------------------- \| ------------------- \| ------------------- \| \| 1. \| Serghei Tvetcov \| UnitedHealthcare \| 17h38m32s \| \| \| 2. \| Stepan Astafyev \| Vino-Astana Motors \| + 28s \| \| \| 3. \| Matteo Busato \| Wilier Triestina-Selle Italia \| + 37s \| \| \| 4. \| Artem Ovechkin \| Terengganu Cycling Team \| + 43s \| \| \| 5. \| Ben Perry \| Israel Cycling Academy \| + 1m42s \| \| \| 6. \| Mihkel Räim \| Israel Cycling Academy \| + 1m50s \| \| \| 7. \| Raymond Kreder \| Team Ukyo \| + 1m54s \| \| \| 8. \| Lucas Sebastián Haedo \| UnitedHealthcare \| + 1m56s \| \| \| 9. \| Marco Tizza \| Nippo-Vini Fantini-Europa Ovini \| + 1m57s \| \| \| 10. \| Metkel Eyob \| Terengganu Cycling Team \| + 1m58s \| \| |                       |                                 |           |
| |                       |                                 |           |
| Fonte: ProCyclingStats |                       |                                 |           |
| Classificação geral |                       |                                 |           |
| Ciclista | Ciclista              | Equipe                          | Tempo     |
| 1. | Serghei Tvetcov       | UnitedHealthcare                | 17h38m32s |
| 2. | Stepan Astafyev       | Vino-Astana Motors              | + 28s     |
| 3. | Matteo Busato         | Wilier Triestina-Selle Italia   | + 37s     |
| 4. | Artem Ovechkin        | Terengganu Cycling Team         | + 43s     |
| 5. | Ben Perry             | Israel Cycling Academy          | + 1m42s   |
| 6. | Mihkel Räim           | Israel Cycling Academy          | + 1m50s   |
| 7. | Raymond Kreder        | Team Ukyo                       | + 1m54s   |
| 8. | Lucas Sebastián Haedo | UnitedHealthcare                | + 1m56s   |
| 9. | Marco Tizza           | Nippo-Vini Fantini-Europa Ovini | + 1m57s   |
| 10. | Metkel Eyob           | Terengganu Cycling Team         | + 1m58s   |

### 5.ª etapa
| Seul - Seul | etapa plana | (65 km) |

| \| Classificação por etapas \| Classificação por etapas \| Classificação por etapas \| Classificação por etapas \| Classificação por etapas \| \| Ciclista \| Ciclista \| Equipe \| Tempo \| \| \| ------------------------ \| ------------------------ \| ----------------------------- \| ------------------------ \| ------------------------ \| \| 1. \| Raymond Kreder \| Team Ukyo \| 1h21m05s \| \| \| 2. \| Mihkel Räim \| Israel Cycling Academy \| + 0s \| \| \| 3. \| Seo Joon-yong \| KSPO-Bianchi Asia \| + 0s \| \| \| 4. \| Lucas Sebastián Haedo \| UnitedHealthcare \| + 0s \| \| \| 5. \| Tatsuki Amagoi \| Kinan Cycling Team \| + 0s \| \| \| 6. \| Luca Pacioni \| Wilier Triestina-Selle Italia \| + 0s \| \| \| 7. \| Im Jae-yeon \| Korail Cycling Team \| + 0s \| \| \| 8. \| Metkel Eyob \| Terengganu Cycling Team \| + 0s \| \| \| 9. \| Li Zisen \| Qinghai Tianyoude \| + 0s \| \| \| 10. \| Jung Ha-jeon \| \| + 0s \| \| |                       |                               |          |
| |                       |                               |          |
| Fonte: ProCyclingStats |                       |                               |          |
| Classificação por etapas |                       |                               |          |
| Ciclista | Ciclista              | Equipe                        | Tempo    |
| 1. | Raymond Kreder        | Team Ukyo                     | 1h21m05s |
| 2. | Mihkel Räim           | Israel Cycling Academy        | + 0s     |
| 3. | Seo Joon-yong         | KSPO-Bianchi Asia             | + 0s     |
| 4. | Lucas Sebastián Haedo | UnitedHealthcare              | + 0s     |
| 5. | Tatsuki Amagoi        | Kinan Cycling Team            | + 0s     |
| 6. | Luca Pacioni          | Wilier Triestina-Selle Italia | + 0s     |
| 7. | Im Jae-yeon           | Korail Cycling Team           | + 0s     |
| 8. | Metkel Eyob           | Terengganu Cycling Team       | + 0s     |
| 9. | Li Zisen              | Qinghai Tianyoude             | + 0s     |
| 10. | Jung Ha-jeon          |                               | + 0s     |

## Classificações finais
As classificações finalizaram da seguinte forma:

### Classificação geral
| \| Classificação geral \| Classificação geral \| Classificação geral \| Classificação geral \| Classificação geral \| \| Ciclista \| Ciclista \| Equipe \| Tempo \| \| \| ------------------- \| --------------------- \| --------------------------------------------- \| ------------------- \| ------------------- \| \| 1. \| Serghei Tvetcov \| UnitedHealthcare \| 18h59m37s \| \| \| 2. \| Stepan Astafyev \| Vino-Astana Motors \| + 28s \| \| \| 3. \| Matteo Busato \| Wilier Triestina-Selle Italia \| + 37s \| \| \| 4. \| Artem Ovechkin \| Terengganu Cycling Team \| + 43s \| \| \| 5. \| Raymond Kreder \| Team Ukyo \| + 1m41s \| \| \| 6. \| Ben Perry \| Israel Cycling Academy \| + 1m42s \| \| \| 7. \| Mihkel Räim \| Israel Cycling Academy \| + 1m44s \| \| \| 8. \| Lucas Sebastián Haedo \| UnitedHealthcare \| + 1m54s \| \| \| 9. \| Liam Magennis \| Drapac-EF p/b Cannondale Holistic Development \| + 1m56s \| \| \| 10. \| Alexey Voloshin \| Vino-Astana Motors \| + 1m57s \| \| |                       |                                               |           |
| |                       |                                               |           |
| Fonte: ProCyclingStats |                       |                                               |           |
| Classificação geral |                       |                                               |           |
| Ciclista | Ciclista              | Equipe                                        | Tempo     |
| 1. | Serghei Tvetcov       | UnitedHealthcare                              | 18h59m37s |
| 2. | Stepan Astafyev       | Vino-Astana Motors                            | + 28s     |
| 3. | Matteo Busato         | Wilier Triestina-Selle Italia                 | + 37s     |
| 4. | Artem Ovechkin        | Terengganu Cycling Team                       | + 43s     |
| 5. | Raymond Kreder        | Team Ukyo                                     | + 1m41s   |
| 6. | Ben Perry             | Israel Cycling Academy                        | + 1m42s   |
| 7. | Mihkel Räim           | Israel Cycling Academy                        | + 1m44s   |
| 8. | Lucas Sebastián Haedo | UnitedHealthcare                              | + 1m54s   |
| 9. | Liam Magennis         | Drapac-EF p/b Cannondale Holistic Development | + 1m56s   |
| 10. | Alexey Voloshin       | Vino-Astana Motors                            | + 1m57s   |

### Classificação por pontos
| Classificação por pontos | Classificação por pontos | Classificação por pontos                      | Classificação por pontos | Classificação por pontos |
| Ciclista                 | Ciclista                 | Equipe                                        | Pontos                   |                          |
| ------------------------ | ------------------------ | --------------------------------------------- | ------------------------ | ------------------------ |
| 1.                       | Raymond Kreder           | Team Ukyo                                     | 63 pts                   |                          |
| 2.                       | Lucas Sebastián Haedo    | UnitedHealthcare                              | 61 pts                   |                          |
| 3.                       | Mihkel Räim              | Israel Cycling Academy                        | 46 pts                   |                          |
| 4.                       | Seo Joon-yong            | KSPO-Bianchi Asia                             | 41 pts                   |                          |
| 5.                       | Luca Pacioni             | Wilier Triestina-Selle Italia                 | 33 pts                   |                          |
| 6.                       | Serghei Tvetcov          | UnitedHealthcare                              | 28 pts                   |                          |
| 7.                       | Stepan Astafyev          | Vino-Astana Motors                            | 26 pts                   |                          |
| 8.                       | Damiano Cima             | Nippo-Vini Fantini-Europa Ovini               | 25 pts                   |                          |
| 9.                       | Park Sung-baek           | KSPO-Bianchi Asia                             | 24 pts                   |                          |
| 10.                      | Liam Magennis            | Drapac-EF p/b Cannondale Holistic Development | 20 pts                   |                          |

### Classificação da montanha
| Classificação da montanha | Classificação da montanha | Classificação da montanha                     | Classificação da montanha | Classificação da montanha |
| Ciclista                  | Ciclista                  | Equipe                                        | Pontos                    |                           |
| ------------------------- | ------------------------- | --------------------------------------------- | ------------------------- | ------------------------- |
| 1.                        | Soon Young Kwon           | KSPO-Bianchi Asia                             | 20 pts                    |                           |
| 2.                        | Liam Magennis             | Drapac-EF p/b Cannondale Holistic Development | 18 pts                    |                           |
| 3.                        | Mideum Joo                | Seoul Cycling Team                            | 12 pts                    |                           |
| 4.                        | Artem Ovechkin            | Terengganu Cycling Team                       | 10 pts                    |                           |
| 5.                        | Alexander Cataford        | UnitedHealthcare                              | 10 pts                    |                           |
| 6.                        | Serghei Tvetcov           | UnitedHealthcare                              | 10 pts                    |                           |
| 7.                        | Joseph Cooper             | Bennelong-SwissWellness-Cervélo               | 7 pts                     |                           |
| 8.                        | Seo Joon-yong             | KSPO-Bianchi Asia                             | 6 pts                     |                           |
| 9.                        | Metkel Eyob               | Terengganu Cycling Team                       | 6 pts                     |                           |
| 10.                       | Matteo Busato             | Wilier Triestina-Selle Italia                 | 4 pts                     |                           |

### Classificação dos jovens
| Classificação dos jovens | Classificação dos jovens | Classificação dos jovens                      | Classificação dos jovens | Classificação dos jovens |
| Ciclista                 | Ciclista                 | Equipe                                        | Tempo                    |                          |
| ------------------------ | ------------------------ | --------------------------------------------- | ------------------------ | ------------------------ |
| 1.                       | Liam Magennis            | Drapac-EF p/b Cannondale Holistic Development | 19h01m33s                |                          |
| 2.                       | Alexey Voloshin          | Vino-Astana Motors                            | + 1s                     |                          |
| 3.                       | Joan Bou                 | Nippo-Vini Fantini-Europa Ovini               | + 4s                     |                          |
| 4.                       | Min Kyeong-ho            | Seoul Cycling Team                            | + 6m40s                  |                          |
| 5.                       | Alexandr Ovsyannikov     | Vino-Astana Motors                            | + 9m25s                  |                          |
| 6.                       | Kim Eu-ro                | LX Cycling Team                               | + 15m50s                 |                          |
| 7.                       | Jung Woo-ho              | Uijeongbu Cycling Team                        | + 15m50s                 |                          |
| 8.                       | Kim Dong-uk              | Seoul Cycling Team                            | + 15m50s                 |                          |
| 9.                       | Hoonmin Jun              | Seoul Cycling Team                            | + 15m50s                 |                          |
| 10.                      | Mow Ching Ying           | HKSI Pro Cycling Team                         | + 29m24s                 |                          |

### Classificação por equipas
| Classificação por equipes | Classificação por equipes             | Classificação por equipes | Classificação por equipes |
| Equipe                    | Equipe                                | Tempo                     |                           |
| ------------------------- | ------------------------------------- | ------------------------- | ------------------------- |
| 1.                        | UnitedHealthcare                      | 57h03m05s                 |                           |
| 2.                        | Vino-Astana Motors                    | + 20s                     |                           |
| 3.                        | Terengganu Cycling Team               | + 29s                     |                           |
| 4.                        | Israel Cycling Academy                | + 1m37s                   |                           |
| 5.                        | Thailand Continental                  | + 1m46s                   |                           |
| 6.                        | Team Ukyo                             | + 1m46s                   |                           |
| 7.                        | Nippo-Vini Fantini-Europa Ovini       | + 17m32s                  |                           |
| 8.                        | Drapac-Pat's Veg Holistic Development | + 17m32s                  |                           |
| 9.                        | Uijeongbu Cycling Team                | + 30m23s                  |                           |
| 10.                       | KSPO-Bianchi Asia                     | + 30m42s                  |                           |

## Evolução das classificações
| Etapa                 | Vencedor              | Classificação geral | Classificação por pontos | Classificação da montanha | Classificação dos jovens | Classificação por equipas |
| --------------------- | --------------------- | ------------------- | ------------------------ | ------------------------- | ------------------------ | ------------------------- |
| 1.ª                   | Choe Hyeong-min       | Choe Hyeong-min     | Ben Perry                | Alexander Cataford        | Zisen Li                 | Israel Cycling Academy    |
| 2.ª                   | Mihkel Räim           | Choe Hyeong-min     | Mihkel Räim              | Kwon Soon Young           | Joo Mideum               | Israel Cycling Academy    |
| 3.ª                   | Serghei Tvetcov       | Serghei Tvetcov     | Lucas Sebastián Haedo    | Kwon Soon Young           | Liam Magennis            | UnitedHealthcare          |
| 4.ª                   | Joseph Cooper         | Serghei Tvetcov     | Lucas Sebastián Haedo    | Kwon Soon Young           | Liam Magennis            | UnitedHealthcare          |
| 5.ª                   | Raymond Kreder        | Serghei Tvetcov     | Raymond Kreder           | Kwon Soon Young           | Liam Magennis            | UnitedHealthcare          |
| Classificações finais | Classificações finais | Serghei Tvetcov     | Raymond Kreder           | Kwon Soon Young           | Liam Magennis            | UnitedHealthcare          |

## UCI World Ranking
O Tour de Coreia outorga pontos para o UCI Asia Tour de 2018 e o UCI World Ranking, este último para corredores das equipas nas categorias UCI ProTeam, Profissional Continental e Equipas Continentais. As seguintes tabelas mostram o barómetro de pontuação e os 10 corredores que obtiveram mais pontos:
| Posição             | 1.º | 2.º | 3.º | 4.º | 5.º | 6.º | 7.º | 8.º | 9.º | 10.º | 11.º | 12.º | 13.º-15.º | 16.º-25.º |
| Classificação geral | 125 | 85  | 70  | 60  | 50  | 40  | 35  | 30  | 25  | 20   | 15   | 10   | 5         | 3         |
| Por etapa           | 14  | 5   | 3   |     |     |     |     |     |     |      |      |      |           |           |
| Líder               | 3   |     |     |     |     |     |     |     |     |      |      |      |           |           |

| Classificação | Classificação         | Classificação                 | Classificação | Classificação | Classificação | Classificação |
| Posição       | Ciclista              | Equipa                        | Geral         | Etapa         | Líder         | Total         |
| ------------- | --------------------- | ----------------------------- | ------------- | ------------- | ------------- | ------------- |
| 1.º           | Serghei Tvetcov       | UnitedHealthcare              | 125           | 17            | 6             | 148           |
| 2.º           | Stepan Astafyev       | Vino-Astana Motors            | 85            | 5             | -             | 90            |
| 3.º           | Matteo Busato         | Wilier Triestina-Selle Italia | 70            | 3             | -             | 73            |
| 4.º           | Raymond Kreder        | Ukyo                          | 50            | 19            | -             | 69            |
| 5.º           | Artem Ovechkin        | Terengganu                    | 60            | -             | -             | 60            |
| 6.º           | Mihkel Räim           | Israel Cycling Academy        | 35            | 19            | -             | 54            |
| 7.º           | Ben Perry             | Israel Cycling Academy        | 40            | 5             | -             | 45            |
| 8.º           | Lucas Sebastián Haedo | UnitedHealthcare              | 30            | 3             | -             | 33            |
| 9.º           | Liam Magennis         | Drapac-EF                     | 25            | -             | -             | 25            |
| 10.º          | Alexey Voloshin       | Vino-Astana Motors            | 20            | -             | -             | 20            |